# فرانك جون كير
فرانك جون كير (بالإنجليزية: Frank John Kerr)‏ هو عالم فلك أسترالي، ولد في 8 يناير 1918 في سانت ألبانز في المملكة المتحدة، وتوفي في 15 سبتمبر 2000 في سيلفر سبرينغ في الولايات المتحدة.